# Copa de Rusia 2012-13
La Copa de Rusia 2012-13, por motivos de patrocinio Pirelli — Copa de Rusia, es la 21.ª edición del torneo de fútbol por eliminatorias de Rusia desde la disolución de la Unión Soviética. La competición comenzó el 11 de julio de 2012 y concluirá con la final celebrada en mayo de 2013. El campeón de la Copa gana una plaza en la ronda de play-off de la UEFA Europa League 2013-14. El CSKA Moscú se proclamó campeón del torneo.

## Primera ronda
En esta ronda se incluyen 35 equipos de la Segunda división 2012-13 y un equipo amateur. Los partidos fueron disputados el 11, 15, 16 y 17 de julio de 2012.
| Local                        | Resultado | Visitante                  |
| ---------------------------- | --------- | -------------------------- |
| Piter Saint Petersburg (III) | 2–1       | Rus Saint Petersburg (III) |
| FC Vologda (III)             | 0–1       | FC Dolgoprudny (III)       |

| Local                 | Resultado         | Visitante              |
| --------------------- | ----------------- | ---------------------- |
| Spartak Tambov (III)  | 0–3               | Sokol Saratov (III)    |
| Metallurg Vyksa (III) | 1–1 (aet, p. 4–2) | Zvezda Ryazan (III)    |
| FC Kaluga (III)       | 4–1               | Podolye Podolsky (III) |
| Arsenal Tula (III)    | 0–1               | FC Gubkin (III)        |

| Local                            | Resultado         | Visitante                           |
| -------------------------------- | ----------------- | ----------------------------------- |
| Volgar-Astrakhan Astrakhan (III) | 2–4               | FC Astrakhan (III)                  |
| Olimpia Volgograd (III)          | 2–1               | Energiya Volzhsky (III)             |
| MITOS Novocherkassk (III)        | 1–2               | FC Taganrog (III)                   |
| Angusht Nazran (III)             | 1–1 (aet, p. 4–5) | Kavkaztransgaz-2005 Ryzdvyany (III) |
| Mashuk-KMV Pyatigorsk (III)      | 2–2 (aet, p. 3–4) | Alania-d Vladikavkaz (III)          |

| Local                     | Resultado | Visitante                      |
| ------------------------- | --------- | ------------------------------ |
| Dynamo Kirov (III)        | 0–3       | Zenit-Izhevsk Izhevsk (III)    |
| Spartak Yoshkar-Ola (III) | 0–1       | Rubin-2 Kazan (III)            |
| Akademiya Togliatti (III) | 1–3       | Lada-Togliatti Togliatti (III) |

| Local                  | Resultado | Visitante                         |
| ---------------------- | --------- | --------------------------------- |
| Dynamo Barnaul (III)   | 4–0       | Sibir-2 Novosibirsk (III)         |
| Sibiryak Bratsk (III)  | 4–0       | FC Restavratsiya Krasnoyarsk (IV) |
| Baikal Irkutsk (III)   | 2–0       | FC Chita (III)                    |
| Yakutiya Yakutsk (III) | 0–2 (aet) | Amur-2010 Blagoveshchensk (III)   |

## Segunda ronda
En esta ronda entraron los 18 ganadores de la primera ronda y 38 equipos más de la Segunda división 2012-13. Los partidos se disputaron del 29 de julio al 5 de agosto de 2012.
| Local                              | Resultado         | Visitante                   |
| ---------------------------------- | ----------------- | --------------------------- |
| Pskov-747 Pskov (III)              | 5–0               | Piter Saint Petersburg      |
| Karelia Petrozavodsk (III)         | 0–0 (aet, p. 1–4) | Sever Murmansk (III)        |
| Spartak Kostroma (III)             | 0–2               | Tekstilshchik Ivanovo (III) |
| Khimik Dzerzhinsk (III)            | 2–1               | Volga Tver (III)            |
| Znamya Truda Orekhovo-Zuyevo (III) | 0–2               | Lokomotiv-2 Moscú (III)     |
| FC Dolgoprudny                     | 2–1               | Dnepr Smolensk (III)        |

| Local                 | Resultado | Visitante                         |
| --------------------- | --------- | --------------------------------- |
| Sokol Saratov         | 4–1       | Zenit Penza (III)                 |
| Lokomotiv Liski (III) | 0–2       | Fakel Voronezh (III)              |
| Vityaz Podolsk (III)  | 1–0       | Metallurg Vyksa                   |
| FC Oryol (III)        | 0–1 (aet) | FC Kaluga                         |
| FC Gubkin             | 1–0       | Metallurg-Oskol Stary Oskol (III) |
| Avangard Kursk (III)  | 4–3       | Metallurg Lipetsk (III)           |

| Local                           | Resultado         | Visitante                            |
| ------------------------------- | ----------------- | ------------------------------------ |
| FC Astrakhan                    | 2–1               | Olimpia Volgograd                    |
| FC Taganrog                     | 4–3               | SKA Rostov-on-Don (III)              |
| Torpedo Armavir (III)           | 2–2 (aet, p. 4–3) | Biolog-Novokubansk Progress (III)    |
| Chernomorets Novorossiysk (III) | 2–0               | Slavyansky Slavyansk-na-Kubani (III) |
| Kavkaztransgaz-2005 Ryzdvyany   | 4–0               | Dagdizel Kaspiysk (III)              |
| Alania-d Vladikavkaz            | 4–0               | Druzhba Maykop (III)                 |

| Local                    | Resultado         | Visitante                      |
| ------------------------ | ----------------- | ------------------------------ |
| Gornyak Uchaly (III)     | 3–0               | Oktan Perm (III)               |
| FC Tyumen (III)          | 1–0               | FC Chelyabinsk (III)           |
| Gazovik Orenburg (III)   | 1–0               | Nosta Novotroitsk (III)        |
| Zenit-Izhevsk Izhevsk    | 2–2 (aet, p. 5–3) | KAMAZ Naberezhnye Chelny (III) |
| Rubin-2 Kazan            | 0–1               | Volga Ulyanovsk (III)          |
| Lada-Togliatti Togliatti | 2–2 (aet, p. 4–5) | Syzran-2003 Syzran (III)       |

| Local                            | Resultado         | Visitante                       |
| -------------------------------- | ----------------- | ------------------------------- |
| Irtysh Omsk (III)                | 1–2               | Dynamo Barnaul                  |
| Baikal Irkutsk                   | 1–2               | Sibiryak Bratsk                 |
| Amur-2010 Blagoveshchensk        | 2–0               | Smena Komsomolsk-na-Amure (III) |
| Sakhalin Yuzhno-Sakhalinsk (III) | 0–0 (aet, p. 4–3) | Luch-Energiya Vladivostok (III) |

## Tercera ronda
En esta ronda entraron los 28 ganadores de la segunda ronda. Los partidos se disputaron del al 18 de agosto de 2012.
| Local                 | Resultado | Visitante         |
| --------------------- | --------- | ----------------- |
| Sever Murmansky       | 0–1       | Pskov-747 Pskov   |
| Tekstilshchik Ivanovo | 0–3       | Khimik Dzerzhinsk |
| Lokomotiv-2 Moscú     | 2–0       | FC Dolgoprudny    |

| Local          | Resultado         | Visitante      |
| -------------- | ----------------- | -------------- |
| Fakel Vorónezh | 0–1               | Sokol Saratov  |
| FC Kaluga      | 5–1               | Vityaz Podolsk |
| FC Gubkin      | 2–2 (aet, p. 6–5) | Avangard Kursk |

| Local                         | Resultado | Visitante            |
| ----------------------------- | --------- | -------------------- |
| FC Taganrog                   | 1–3 (aet) | FC Astrakhan         |
| Chernomorets Novorossiysk     | 0–1       | Torpedo Armavir      |
| Kavkaztransgaz-2005 Ryzdvyany | 1–2       | Alania-d Vladikavkaz |

| Local                 | Resultado | Visitante          |
| --------------------- | --------- | ------------------ |
| Gornyak Uchaly        | 2–3       | FC Tyumen          |
| Zenit-Izhevsk Izhevsk | 1–2       | Gazovik Orenburg   |
| Volga Ulyanovsk       | 2–1 (aet) | Syzran-2003 Syzran |

| Local                     | Resultado | Visitante                  |
| ------------------------- | --------- | -------------------------- |
| Dynamo Barnaul            | 3–4       | Sibiryak Bratsk            |
| Amur-2010 Blagoveshchensk | 2–0       | Sakhalin Yuzhno-Sakhalinsk |

## Cuarta ronda
En esta ronda entraron los 14 ganadores de la tercera ronda y los 17 equipos de la Primera división 2012-13. Los partidos se disputaron el 1–2 de septiembre de 2012.
| Equipo 1                  | Resultado  | Equipo 2                            |
| ------------------------- | ---------- | ----------------------------------- |
| Pskov-747 Pskov           | 1–2        | Baltika Kaliningrad (II)            |
| Lokomotiv-2 Moscú         | 2–0        | Petrotrest Saint Petersburg (II)    |
| Volga Ulyanovsk           | 2–1        | Shinnik Yaroslavl (II)              |
| Khimik Dzerzhinsk         | 2          | Torpedo Vladimir                    |
| FC Kaluga                 | 0–1        | Torpedo Moscú (II)                  |
| Sokol Saratov             | 1–2        | FC Khimki (II)                      |
| FC Ufa (II)               | 0–1        | Ural Sverdlovsk Oblast (II)         |
| Gazovik Orenburg          | 3–0        | Neftekhimik Nizhnekamsk (II)        |
| FC Gubkin                 | 1–1, p.2-3 | Salyut Belgorod (II)                |
| FC Astrakhan              | 3–2        | Rotor Volgograd (II)                |
| Torpedo Armavir           | 2–1        | Volgar Astrakhan (II)               |
| Alania-d Vladikavkaz      | 1–2        | Spartak Nalchik (II)                |
| Sibir Novosibirsk (II)    | 1–1, p.3-4 | Tom Tomsk (II)                      |
| FC Tyumen                 | 1–0        | Metallurg-Kuzbass Novokuznetsk (II) |
| Sibiryak Bratsk           | 0–1        | Yenisey Krasnoyarsk (II)            |
| Amur-2010 Blagoveshchensk | 0–1        | SKA-Energiya Khabarovsk (II)        |

## Dieciseisavos de final
En esta ronda entraron en sorteo los 16 ganadores de la quinta ronda más los clubes de la Liga Premier de Rusia 2012-13. Los partidos se disputarán entre el 25 y 27 de septiembre de 2012.
| 25 de septiembre de 2012 | Baltika Kaliningrad | 1 – 2   | Zenit San Petersburgo | Baltika, Kaliningrado                                     |                                                           |
|                          | Plopa 74'           | Reporte | Hulk 13' · Alves 71'  | Asistencia: 14.500 espectadores Árbitro(s): Sergei Ivanov | Asistencia: 14.500 espectadores Árbitro(s): Sergei Ivanov |

| 26 de septiembre de 2012 | Lokomotiv-2 Moscú | 0 – 1   | Mordovia Saransk | Lokomotiv Perovo, Perovo                                  |                                                           |
|                          |                   | Reporte | 71' Ivanov       | Asistencia: 500 espectadores Árbitro(s): Sergei Kostevich | Asistencia: 500 espectadores Árbitro(s): Sergei Kostevich |

| 26 de septiembre de 2012 | Volga Ulyanovsk | 0 – 1   | Kuban Krasnodar | Trud, Ulyanovsk                                             |                                                             |
|                          |                 | Reporte | 10' Prudnikov   | Asistencia: 8.100 espectadores Árbitro(s): Alekséi Matiunin | Asistencia: 8.100 espectadores Árbitro(s): Alekséi Matiunin |

| 26 de septiembre de 2012 | Khimik Dzerzhinsk | 1 – 2   | Krasnodar                | Khimik, Dzerzhinsk                                            |                                                               |
|                          | Makeyev 70'       | Reporte | 80' Markov · 84' Yerojin | Asistencia: 5.000 espectadores Árbitro(s): Vladimir Seldyakov | Asistencia: 5.000 espectadores Árbitro(s): Vladimir Seldyakov |

| 26 de septiembre de 2012 | Torpedo Moscú   | 1 – 2   | Dinamo Moscú    | Eduard Streltsov, Moscú                                      |                                                              |
|                          | Boyarintsev 50' | Reporte | 17' y 32' Rykov | Asistencia: 8.000 espectadores Árbitro(s): Timur Arslanbekov | Asistencia: 8.000 espectadores Árbitro(s): Timur Arslanbekov |

| 26 de septiembre de 2012 | Khimki                       | 2 – 0   | Volga Nizhny Novgorod | Arena Khimki, Jimki                                  |                                                      |
|                          | Komkov 61' · Romaschenko 84' | Reporte |                       | Asistencia: 750 espectadores Árbitro(s): Eduard Maly | Asistencia: 750 espectadores Árbitro(s): Eduard Maly |

| 27 de septiembre de 2012 | Ural Sverdlovsk Oblast | 0 – 0 (t. s.)(0 – 0 t. s.)(2 – 4 p.) | Anzhi Majachkalá | Central, Ekaterimburgo |  |

| 27 de septiembre de 2012 | Gazovik Orenburg | 2 – 2 (t. s.)(2 – 4 t. s.) | Krylia Sovetov Samara | Gazovik, Oremburgo             |                                |
|                          |                  | Reporte                    |                       | Asistencia: 4.800 espectadores | Asistencia: 4.800 espectadores |

| 26 de septiembre de 2012 | Salyut Belgorod | 1 – 2   | Spartak Moscú               | Salyut, Bélgorod               |                                |
|                          | Mosquera 22'    | Reporte | 33' Ananidze · 53' de Zeeuw | Asistencia: 7.000 espectadores | Asistencia: 7.000 espectadores |

| 26 de septiembre de 2012 | Astrakhan    | 1 – 3   | Rostov                                      | Astrakhangazprom, Astracán                                  |                                                             |
|                          | Sinyayev 42' | Reporte | 23' Cociș · 63' Kirichenko · 72' Česnauskis | Asistencia: 2.750 espectadores Árbitro(s): Vladimir Rogulev | Asistencia: 2.750 espectadores Árbitro(s): Vladimir Rogulev |

| 26 de septiembre de 2012 | Torpedo Armavir | 0 – 3   | Lokomotiv Moscú                       | Yunost, Armavir                                              |                                                              |
|                          |                 | Reporte | 38' Sychov · 64' Caicedo · 71' Sychov | Asistencia: 3.200 espectadores Árbitro(s): German Kravchenko | Asistencia: 3.200 espectadores Árbitro(s): German Kravchenko |

| 25 de septiembre de 2012 | Spartak Nalchik | 1 – 3   | Terek Grozny                                 | Spartak, Nalchik                                        |                                                         |
|                          | Siradze 50'     | Reporte | 4' Komorowski · 20' N'Douassel · 44' Utsiyev | Asistencia: 3.000 espectadores Árbitro(s): Igor Fedotov | Asistencia: 3.000 espectadores Árbitro(s): Igor Fedotov |

| 26 de septiembre de 2012 | Tom Tomsk | 0 – 1   | CSKA Moscú | Trud, Tomsk                                                 |                                                             |
|                          |           | Reporte | 42' Cauņa  | Asistencia: 9.000 espectadores Árbitro(s): Sergei Kuznetsov | Asistencia: 9.000 espectadores Árbitro(s): Sergei Kuznetsov |

| 27 de septiembre de 2012 | Tyumen                   | 2 – 1   | Alania Vladikavkaz | Geolog, Tiumén                 |                                |
|                          | 3' Pimenov · 28' Zimarev | Reporte | 70' Mera           | Asistencia: 9.000 espectadores | Asistencia: 9.000 espectadores |

| 26 de septiembre de 2012 | Yenisey Krasnoyarsk        | 2 – 1   | Rubin Kazán  | Central, Krasnoyarsk                                         |                                                              |
|                          | Sitdikov 18' · Nikitin 29' | Reporte | 90+' Davydov | Asistencia: 12.300 espectadores Árbitro(s): Vasili Kazartsev | Asistencia: 12.300 espectadores Árbitro(s): Vasili Kazartsev |

| 25 de septiembre de 2012 | SKA-Energiya Khabarovsk        | 2 – 1   | Amkar Perm         | Lenin, Jabárovsk                                           |                                                            |
|                          | Arzumanyan 16' · Lutsenko 102' | Reporte | 82' Ryabokobylenko | Asistencia: 7.000 espectadores Árbitro(s): Lasha Verulidze | Asistencia: 7.000 espectadores Árbitro(s): Lasha Verulidze |

## Octavos de final
Los dieciséis vencedores de la ronda de 16avos de final entraron en el sorteo. Los partidos se jugaron el 30-31 de octubre de 2012.
| 30 de octubre de 2012 | Mordovia Saransk | 0 − 2   | Zenit San Petersburgo      | Estadio Start, Saransk         |                                |
|                       |                  | Reporte | Semak 66' · Criscito 90+1' | Asistencia: 4.500 espectadores | Asistencia: 4.500 espectadores |

| 30 de octubre de 2012 | Kuban Krasnodar | 1 − 0   | Krasnodar | Estadio Kuban, Krasnodar        |                                 |
|                       | Pizzelli 19'    | Reporte |           | Asistencia: 18.660 espectadores | Asistencia: 18.660 espectadores |

| 31 de octubre de 2012 | Dinamo Moscú               | 2 - 1   | Khimki      | Arena Khimki, Moscú |  |
|                       | Kurányi 82' · Panyukov 87' | Reporte | Sobolev 55' |                     |  |

| 31 de octubre de 2012 | Anzhi Majachkalá | 2 - 1   | Krylia Sovetov Samara | Dinamo, Majachkalá |  |
|                       |                  | Reporte |                       |                    |  |

| 30 de octubre de 2012 | Rostov | 0 − 0 (t. s.)(0 – 0 t. s.)(3 − 2 p.) | Spartak Moscú | Olimp – 2, Rostov del Don       |                                 |
|                       |        | Reporte                              |               | Asistencia: 10.100 espectadores | Asistencia: 10.100 espectadores |

| 30 de octubre de 2012 | Terek Grozny                           | 1 - 1 (t. s.)(3 – 1 t. s.) | Lokomotiv Moscú | Ajmat Arena, Grozni |  |
|                       | Aílton 26' (pen.), 108' · Utsiyev 104' | Reporte                    | Caicedo 82'     |                     |  |

| 31 de octubre de 2012 | CSKA Moscú                         | 3 - 0   | Tyumen | Luzhniki, Moscú |  |
|                       | Honda 33' · Mamayev 69' · Musa 84' | Reporte |        |                 |  |

| 30 de octubre de 2012 | Yenisey Krasnoyarsk | 1 − 0   | SKA-Energiya Khabarovsk | Central, Krasnoyarsk           |                                |
|                       | Bazanov 21'         | Reporte |                         | Asistencia: 2.600 espectadores | Asistencia: 2.600 espectadores |

## Cuartos de final
Los ocho vencedores de las eliminatorias de octavos de final entraron en el sorteo. Los encuentros se disputarán a partido único el 14 de abril de 2013.
| 17 de abril de 2013 | CSKA Moscú                              | 3 − 0   | Yenisey Krasnoyarsk | Luzhniki, Moscú                                           |                                                           |
|                     | Vágner Love 12' · Musa 65' · Mamaev 82' | Reporte |                     | Asistencia: 3 491 espectadores Árbitro(s): Mikhail Vilkov | Asistencia: 3 491 espectadores Árbitro(s): Mikhail Vilkov |

| 17 de abril de 2013 | Anzhi Majachkalá | 1 – 0   | Dinamo Moscú | Estadio Dinamo, Majachkalá                                    |                                                               |
|                     | Eto'o 99' (pen.) | Reporte |              | Asistencia: 16 000 espectadores Árbitro(s): Aleksander Egorov | Asistencia: 16 000 espectadores Árbitro(s): Aleksander Egorov |

| 14 de abril de 2013 | Zenit San Petersburgo | 0 − 0 (4−3 p.) | Kuban Krasnodar | Petrovsky, San Petersburgo                                    |                                                               |
|                     |                       | Reporte        |                 | Asistencia: 19 000 espectadores Árbitro(s): Vladimir Kazmenko | Asistencia: 19 000 espectadores Árbitro(s): Vladimir Kazmenko |

| 18 de abril de 2013 | Rostov                                  | 0 – 0 (4–3 p.)             | Terek Grozny                                     | Olimp - 2, Rostov del Don                               |                                                         |
|                     |                                         | Reporte                    |                                                  | Asistencia: 9 200 espectadores Árbitro(s): Alexei Eskov | Asistencia: 9 200 espectadores Árbitro(s): Alexei Eskov |
|                     |                                         | Tiros desde el punto penal |                                                  |                                                         |                                                         |
|                     | Kirichenko · Poloz · Sheshukov · Dyakov |                            | Aílton · Rybus · Lebedenko · Komorowski · Ivanov |                                                         |                                                         |

## Semifinales
Los cuatro vencedores de los cuartos de final entraron en el sorteo de las semifinales. Los partidos se disputaron el 6 de mayo de 2013. Los equipos locales de los emparejamientos ante el Zenit, Anzhi, Rostov y CSKA se sometieron a un sorteo el 18 de abril de 2012. Zenit y Rostov jugaron como locales debido a que jugaron más partidos como visitantes que el Yenisey y Kuban, respectivamente, en las rondas anteriores. Todos los equipos en esta ronda son de la Liga Premier.
| 7 de mayo de 2013 | Rostov | 0 − 2   | CSKA Moscú                 | Olimp – 2, Rostov del Don       |                                 |
|                   |        | Reporte | Doumbia 105' · Musa 120+1' | Asistencia: 14,500 espectadores | Asistencia: 14,500 espectadores |

| 8 de mayo de 2013 | Zenit San Petersburgo | 0 − 1   | Anzhi Majachkalá | Estadio Petrovsky, San Petersburgo |  |
|                   |                       | Reporte | Eto'o 61'        |                                    |  |

## Final
| 1 de junio de 2013 | Anzhi Majachkalá | 1 – 1 (4–3 p.) | CSKA Moscú | Estadio Terek, Grozni |  |
|                    | Musa 11'         | Reporte        | Diarra 74' |                       |  |